# ديفيد بيرنستاين (أكاديمي)
ديفيد بيرنستاين (بالإنجليزية: David Bernstein)‏ هو أكاديمي أمريكي، ولد في 1967.